# Kolarič
Kolarič je 97. najbolj pogost priimek
v Sloveniji, ki ga je po podatkih Statističnega urada Republike Slovenije na dan 31. decembra 2007
uporabljalo 1.346 oseb, na dan 1. januarja 2010 pa 1.342 oseb.

## Znani nosilci priimka
- Božidar Kolarič, kulturni delavec iz Hrvatinov
- Dani Kolarič, cimbalist
- Ivan Kolarič (1869—1894), duhovnik
- Jana Kolarič (*1954), pisateljica
- Jože Kolarič (1916—1995), kemik
- Kamilo Kolarič (1935—2021), arhitekt
- Marijan Kolarič (1927—2003), gradbenik, strokovnjak za spomeniško varstvo (dir. ZVNKDS)
- Mirko Kolarič, glasbenik violist
- Natal Kolarič (Natale Colarich, Božo Kolarić) (1908—1944), politični delavec
- Pavla Kolarič (1905—1990), publicistka (Trst)
- Rudolf Kolarič (1898—1975), jezikoslovec slavist, sociolingvist (univ. profesor/Novi Sad)
- Špela Kolarič (*1993), šahistka
- Tomaž Kolarič (*1952), kipar
- Vera Kolarič (1923—1991), družbenopolitična delavka, mariborska županja itd.
- Zinka Kolarič (*1951), sociologinja socialne politike, univ. profesorica